# 회령청년역
회령청년역(會寧靑年驛)은 조선민주주의인민공화국 함경북도 회령시에 위치한 함북선의 철도역이며, 함북선의 지선인 회령탄광선의 분기역이다.
회령시의 중심 철도역이며, 개업 당시 역명은 회령역이었으나 조선 당국에 의해 회령청년역으로 개명되었다.